# Ranchuli
Ranchuli (nep. राँचुली) – gaun wikas samiti w zachodniej części Nepalu w strefie Karnali w dystrykcie Kalikot. Według nepalskiego spisu powszechnego z 2011 roku liczył on 422 gospodarstwa domowe i 2370 mieszkańców (1185 kobiet i 1185 mężczyzn).